# Komuna e Iballës
Komuna e Iballës är en kommun i Albanien.   Den ligger i prefekturen Qarku i Shkodrës, i den norra delen av landet, 90 km norr om huvudstaden Tirana.
Omgivningarna runt Komuna e Iballës är en mosaik av jordbruksmark och naturlig växtlighet.  Runt Komuna e Iballës är det ganska glesbefolkat, med 27 invånare per kvadratkilometer.